# 吉姆敦 (特拉華州)
吉姆敦（英語：Jimtown）是位於美國特拉華州蘇塞克斯縣的一個非建制地區。該地的面積和人口皆未知。

## 地理
吉姆敦的座標為38°50′03″N 75°20′43″W / 38.83417°N 75.34528°W，而該地的平均海拔高度為9米（即30英尺）。